# Javier Chércoles Blázquez
Javier Chércoles Blázquez (Caracas, 1964) és directiu del sector de moda, professor universitari i conseller de crisi en desastres humanitaris.
Chércoles va estudiar Dret a la UNED i Economia i Negocis a la Universidad Complutense de Madrid. Entre els anys 2000 i 2010 va treballar per la multinacional gallega Inditex. Chércoles va ser el responsable de l'elaboració del Codi d'Ètica de Zara, document que reglamenta el funcionament de les fàbriques que treballen per Inditex. Va treballar, a més, per PwC.
A principis de la dècada del 2010 es va confinar voluntàriament en el monestir de Sant Domingo de Silos durant sis mesos per escriure la seva tesi de doctorat en anglès. A partir de 2013, va treballar com a professor en la Universitat de Dhaka, Bangladesh, en el Institute of Disaster & Vulnerability Management Studies. També va ser professor a les Universitats Complutense, URJC i ESADE i palestrant acadèmic a les universitats Harvard, Georgetown (Estats Units), Andrés Bello (Caracas, Veneçuela) i Antonio Ruiz de Montoya (Lima, Perú)

## Bangladesh
En 2008, Chércoles va ser a Bangladesh per verificar personalment la situació d'una fàbrica en Dhaka, on va haver-hi abusos verbals i físics, a més de corts salarials. Chércoles va reconèixer que la fàbrica estava en condicions "molt dolentes", però va dir que no hi havia evidències de que ells estiguessin fabricant per la Inditex. Més tard, ell va descobrir que estava associat a una altra fàbrica que produïa robes per la Zara. Els tallers eren propers unes de les altres, i Chércoles va admetre que era possible transferir part de la producció d'una per altra sense el permís o coneixement de la Inditex. Uns anys abans ell hi havia descobert que les víctimes del desastre de Bopal encara no havien estat indenizadas, doncs, com va dir a Kofi Annan, "no hi ha com calcular-les, ni qualsevol intenció política (de pagar-les)".
Com rector de RSC va decidir aprofundir els controls laborals en la cadena productiva, mesures de control amb les quals l'adreça de la Inditex no concordava. En 2010 va deixar el càrrec rebent 1,57 milions d'euros.
L'abril de 2013, en Dhaka, capital de Bangladesh, l'edifici Rana Plaza va caure i 1.134 treballadors van ser morts. Va ser contractat per la Primark per pagar 14 milions d'euros a les víctimes sent la primera multinacional a tractar de la indemnització.